# L'Armée des ombres (Doctor Who)
L'Armée des ombres est le 12ème et avant-dernier épisode de la Saison 2 de la série Doctor Who. Il a été diffusé pour la première fois le 1er juillet 2006. Il est la première partie d'une histoire en deux épisodes se terminant par Adieu Rose.

## Accroche
L'histoire prend place sur Terre à notre époque quelque temps après que le Docteur et Rose ont visité la Terre lors de l'épisode L.I.N.D.A. Pendant ce laps de temps, les Terriens se sont habitués à l'apparition intermittente de fantômes. Le Docteur trace l'origine des fantômes à l'Institut Torchwood, où le Docteur apprend que les Cybermen ont traversé une brèche dans le Voïd créé par un vaisseau d'origine inconnue.

## Distribution
- David Tennant : Le Docteur
- Billie Piper : Rose Tyler
- Camille Coduri – Jackie Tyler
- Noel Clarke – Mickey Smith
- Tracy-Ann Oberman – Yvonne Hartman
- Raji James – Dr Rajesh Singh
- Freema Agyeman – Adeola Oshodi
- Hadley Fraser – Gareth Evans
- Oliver Mellor – Matthew Crane
- Barbara Windsor – Peggy Mitchell
- Derek Acorah, Alistair Appleton, Trisha Goddard – Eux-mêmes

## Résumé
Rose narre le début de l'épisode. Elle pensait qu'elle resterait toujours avec le Docteur mais elle dit qu'elle vivra sa dernière aventure avec lui avant sa mort.
Le TARDIS se matérialise dans le domaine Powell afin que Rose puisse voir sa mère, Jackie Tyler. Jackie montre au Docteur et à Rose, à leur grande surprise, que des fantômes ont été régulièrement vus depuis leur dernière visite. Après avoir regardé différents programmes de télévision parlant des fantômes, le Docteur et Rose apprennent que les fantômes ont commencé à venir depuis plusieurs mois, et que l'humanité les a acceptés depuis. Troublé par les fantômes et leurs apparences, le Docteur trace ces derniers jusqu'à One Canada Square, dans le quartier Canary Wharf, la base secrète de l'Institut Torchwood. Il s'envole alors avec Rose et involontairement avec Jackie à bord du TARDIS vers Torchwood.
Torchwood, qui se révèle être à l'origine des fantômes, effectue des expérimentations sur une mystérieuse sphère, qui est arrivée en même temps que les fantômes. La sphère ne semble avoir ni masse, ni champ de gravitation - physiquement, elle n'existe pas. La cause de ces apparitions est une brèche entre les univers causée par l'apparition de la sphère, ce qui permet aux Cybermen d'un univers parallèle de s'infiltrer, et de lentement rentrer dans les rangs de Torchwood.
En arrivant à Torchwood, le Docteur est fait prisonnier avec Jackie par Yvonne Hartman, directrice de Torchwood. Yvonne Hartman déclare que la rencontre du Docteur avec la reine Victoria (« Un loup-garou royal ») qui a fait de lui un ennemi de la couronne, a été le catalyseur de la création de Torchwood. Elle lui montre ensuite la sphère, qu'il identifie comme un vaisseau du Voïd, et explique que les expériences sur la brèche entre les mondes ne fait que la propager à travers l'univers.
Rose, qui n'a pas été faite prisonnière, se fait passer pour une employée de l'Institut et explore Torchwood. Elle pénètre dans la chambre où le vaisseau du Voïd se trouve, mais elle est immédiatement détectée par le Dr Singh, qui est chargé de l'expérimentation sur la sphère. Il découvre que Rose est un imposteur, et demande à son collègue Samuel (qui est en réalité Mickey Smith) de sceller les portes.
À la fin de l'épisode, la brèche est complètement ouverte, et une armée Cybermen traverse le Voïd et envahit la Terre. Dans le même temps, le vaisseau du Voïd commence à s'ouvrir, et Mickey qui s'attend à trouver des Cybermen à l'intérieur, s'arme. Mais les Cybermen déclarent au Docteur qu'ils n'ont fait que suivre la sphère à travers les mondes et qu'ils ne connaissent pas son origine. Quand elle s'ouvre complètement, quatre Daleks émergent, identifient leur localisation comme étant la Terre et déclarent vouloir exterminer toute forme de vie.

## Continuité
- C'est dans cet épisode que l'intérieur d'un Institut Torchwood et son véritable but sont montrés pour la première fois. Ce nom qui avait été glissé dans les dialogues de la Saison 2 est l'anagramme de Doctor Who[1].
- Les Gelths de l'épisode « Des morts inassouvis » sont évoqués par Rose comme une possible explication de l'apparition des fantômes.
- La scène avec les Cybermen en train de briser une coque en plastique est un élément visuel vu dans les épisodes « The Tomb of the Cybermen » (1967), « The Invasion » (1968) et « Earthshock » (1982)
- C'est le retour des Cybermen tels qu'ils ont été vus depuis « Le Règne des Cybermen, deuxième partie » ainsi que le retour de Mickey Smith.
- Parmi le matériel extra-terrestre volé par Torchwood on trouve un sarcophage, sans doute en clin d'œil à l'épisode de 1975  « Pyramids of Mars »
- Le personnage d'Yvonne Hartman est inspiré de deux personnages issus de Spare Parts une nouvelle audiophonique tirée de Doctor Who sur les Cybermen, Yvonne Hartley et Doctorman Allan.